# Cory Gardner
Cory Scott Gardner (Yuma (Colorado), 22 de agosto de 1974) es un político estadounidense. Fue representante del estado de Colorado en el Senado de ese país. Está afiliado al Partido Republicano. Es uno de los senadores que más dinero ha recibido de la Asociación Nacional del Rifle, que le ha donado 3.879.064 de dólares.